# Klaus Schumacher (Politiker, 1957)

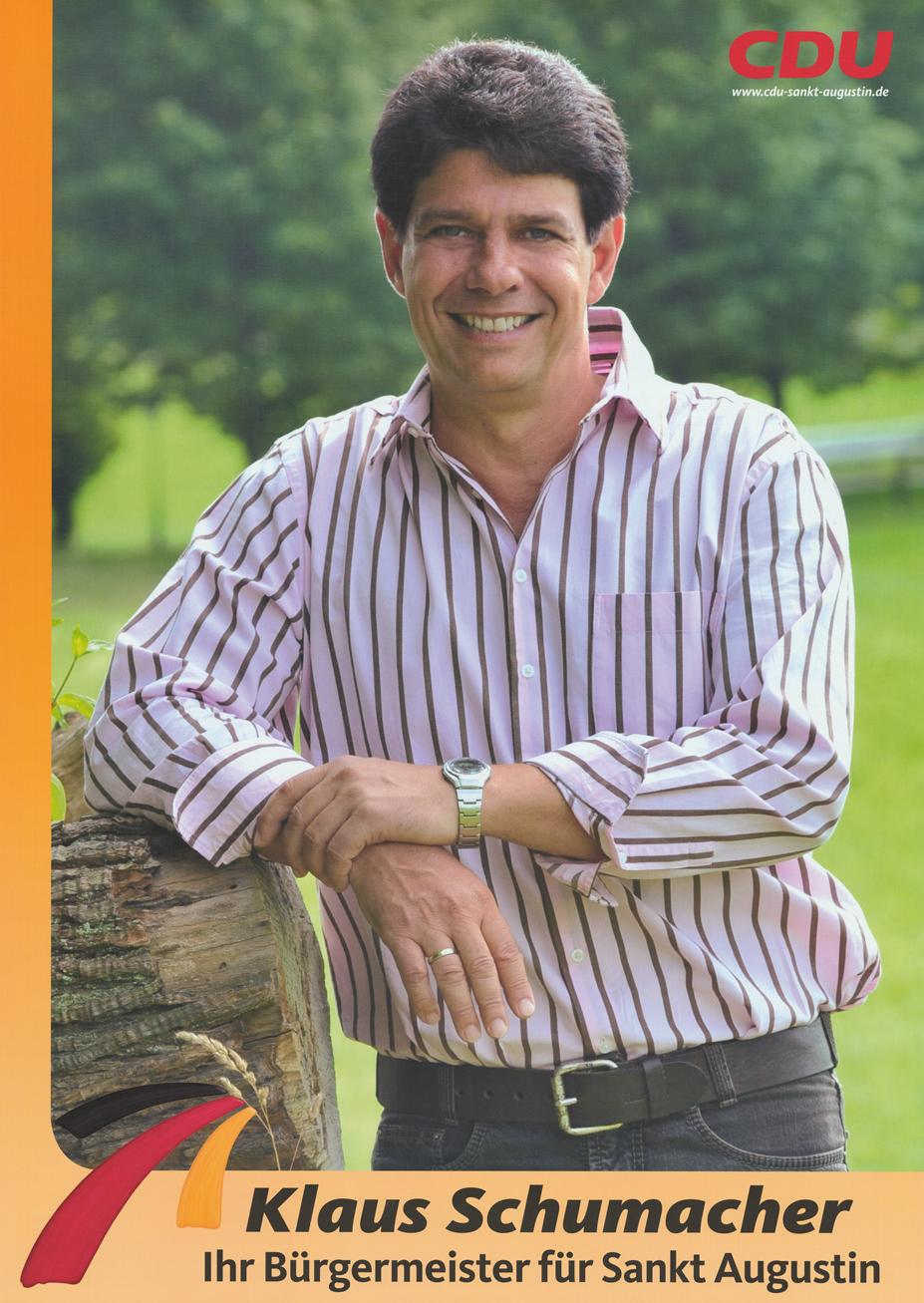
Klaus Schumacher auf einem Wahlplakat zur Kommunalwahl 2009

Klaus Schumacher (* 30. Januar 1957 in Düsseldorf) ist ein deutscher Kommunalbeamter (CDU). Er war von 1999 bis 2020 hauptamtlicher Bürgermeister der Stadt Sankt Augustin im Rhein-Sieg-Kreis in Nordrhein-Westfalen.

## Leben
Schumacher zog 1960 mit seinen Eltern nach Sankt Augustin. Nach dem Schulbesuch machte er 1980 sein Diplom als Sozialpädagoge in Köln. Danach arbeitete er bis 1995 bei der Stadtverwaltung Sankt Augustin im Sozialamt und im Jugendamt. 1995 wechselte er zum Eisenbahn-Bundesamt nach Bonn. Seit 1988 ist Schumacher politisch in der CDU aktiv. Von 1995 bis 2000 und nochmal von 2008 bis 2010 war er Vorsitzender des Sankt Augustiner CDU-Stadtverbandes.
Klaus Schumacher wurde 1999 als Nachfolger von Anke Riefers zum hauptamtlichen Bürgermeister gewählt. 2004, 2009 und 2014 wurde er wiedergewählt. Im März 2019 kündigte er an, bei den Kommunalwahlen 2020 nicht erneut zu kandidieren. Zu seinem Nachfolger wurde Max Leitterstorf von der CDU gewählt.
In seine 21-jährigen Amtszeit als Bürgermeister fielen wegweisende Ereignisse für die Stadt Sankt Augustin, darunter der Neubau der Huma Shoppingwelt, Erweiterungen der Hochschule Bonn-Rhein-Sieg, sowie weitere Baumaßnahmen im Stadtzentrum.
Schumacher ist verheiratet und hat aus erster Ehe zwei erwachsene Kinder.